# Ottavio Colecchi
Ottavio Colecchi (Pescocostanzo, 18 settembre 1773 – Napoli, 28 agosto 1848) è stato un filosofo e matematico italiano.

## Biografia

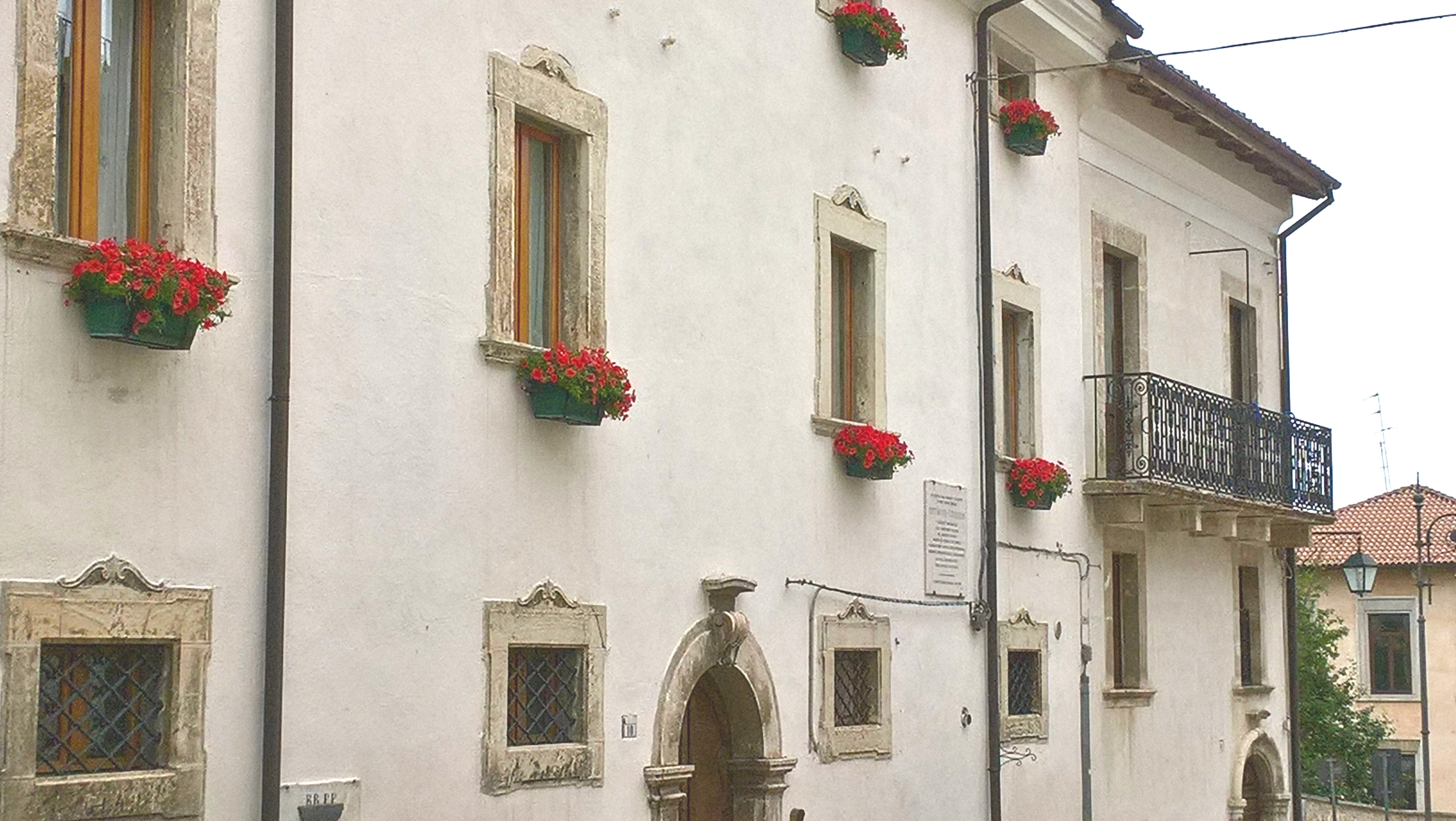
Casa natale di Ottavio Colecchi, sulla via omonima

Nacque a Pescocostanzo nel 1773. Si dedicò dapprima alla teologia e divenne frate domenicano presso il convento di Ortona, dove subì diverse perquisizioni da parte dell'Inquisizione per la sua tacita simpatia verso gli ideali rivoluzionari. Nel 1809, a causa della soppressione degli ordini religiosi, fu costretto ad abbandonare l'abito religioso. Insegnante di matematica presso la Reale Accademia Militare della Nunziatella intorno al 1812, dopo la caduta di Murat, venne mandato in missione in Russia, dove si dedicò all'insegnamento della Filosofia e della Matematica. Al ritorno, nel 1817, soggiornò a Königsberg, in Germania, dove ebbe modo di conoscere l'opera di Immanuel Kant. Fu uno dei primi filosofi italiani a studiare Kant in lingua originale.
Rientrato in Italia, fondò a Napoli una scuola privata di filosofia ed ebbe tra i suoi allievi i fratelli Spaventa, Bertrando e Silvio, Francesco De Sanctis, Luigi Settembrini e Camillo Caracciolo. Il suo merito principale fu quello di essere, insieme a Pasquale Galluppi, il primo assertore del criticismo kantiano nell'Italia meridionale.
Oggi una targa è posta sulla sua casa natale in via del Convento (oggi via Colecchi); a lui è dedicata la biblioteca pubblica e un busto nella piazzetta tra via Colecchi e via Mastri Lombardi.

## Opere
- Se la sola analisi sia un mezzo d'invenzione, o s'inventi colla sintesi ancora? Memoria di Ottavio Colecchi, «Progresso», V, 1836, vol. XIV, pp. 213–228.
- Saggio sulle leggi del pensiere, «Progresso», VI, 1837, vol. XVI, pp. 161–192.
- Sulla analisi e sulla sintesi. Teorica di V. Cousin. Suo esame, «Progresso», VI, 1837, vol. XVII, pp. 189–216.
- Sulla legge morale, «Progresso», VIII, 1838, vol. XX, pp. 145–159; vol. XXI, pp. 5–33; VIII, 1839, vol. XXII, pp. 161–175; vol. XXIII, pp. 5–26; vol. XXIV, pp. 5–27, 225-240.
- Sulle leggi della ragione, «Progresso», IX, 1840, vol. XXV, pp. 169–186. Ora in Quistioni filosofiche, pp. 325–346.
- Se il raziocinio sia essenzialmente diverso dalla intuizione, «Ore solitarie», ottobre 1840, f. 10, pp. 289–299; e «Giornale abruzzese», VI, ottobre 1841, vol. XX, n. 57, pp. 15–36.
- Se nell'invenzione eserciti maggior influenza la sintesi o l'analisi, «Giornale abruzzese», VI, marzo 1841, vol. XVII, n. 51, pp. 143–154.
- Se li giudizi necessari sieno solamente gli analitici, «Giornale abruzzese», VI, aprile 1841, vol. XVIII, n. 52, pp. 26–33.
- Se quella, che un moderno scrittore di logica appella identità formale del raziocinio, sia valevole a convertire il raziocinio empirico in raziocinio misto?, «Giornale abruzzese», VI, maggio 1841, vol. XVIII, n. 53, pp. 65–74.
- Principii sui quali poggia il raziocinio quando classifica e quando istruisce, secondo un moderno scrittore di logica, «Giornale abruzzese», VI, giugno 1841, vol. XIX, n. 56, pp. 24–29.
- Quistioni ideologiche, «Giornale abruzzese», VI, novembre 1841, vol. XX, n. 59, pp. 100–114.
- Se diasi una logica pura, ed una logica mista, «Lucifero», IV, 1841, n. 8, pp. 63–64.
- Se le idee soggettive non altro sieno che idee di rapporti, «Museo», II, 1842, vol. IV, pp. 3–8.
- Sulle idee dello spazio e del tempo, «Museo», II, 1842, vol. IV, pp. 97–109.
- Quistione relativa al primo problema di filosofia - Se le nostre sensazioni sieno esterne di lor natura, o tali diventino in forza de' giudizi abituali?,«Progr.», n.s., 1843, vol. I, pp. 43–58.
- Sopra alcune quistioni le più importanti della filosofia. Osservazioni critiche, «Giambattista Vico», 1857, vol. I, fasc. 3, pp. 335–397; vol. II, fasc. I, pp. 123–136; vol. III, fasc. I, pp. 68–96. Ora in Quistioni filosofiche, pp. 771–874.
- Scritti inediti (Psicologia, Logica applicata, Ideologia, Frammento apologetico), in G. Gentile, Dal Genovesi al Galluppi. Ricerche storiche, Edizioni della Critica, Napoli 1903, pp. [345]-374; e in Storia della filosofia italiana dal Genovesi al Galluppi, vol. II, Firenze 1930, pp. 211–249.
- Sopra alcune quistioni le più importanti della filosofia. Osservazioni critiche di Ottavio Colecchi, 2 voll., Tip. «All'insegna di Aldo Manuzio», Napoli 1843. Rist. anastatica: Quistioni filosofiche, a cura dell'Istituto italiano per gli studi filosofici, con introd. di F. Tessitore, Procaccini, Napoli 1980, 892 pp.